# Johann von Soldner
Johann Georg von Soldner (Feuchtwangen, 16 luglio 1776 – Monaco di Baviera, 13 maggio 1833) è stato un matematico, fisico e astronomo tedesco.
Johann von Soldner viene ricordato per essere stato tra i primi ad analizzare la luce secondo la fisica di Isaac Newton, prevedendo che, in prossimità di un corpo celeste, la sua traiettoria venisse deviata

## Biografia
Figlio di un contadino, frequentò la scuola elementare locale per soli due anni, ma fu subito notato per la sua grande attitudine per le materie scientifiche. Già da ragazzo ideò e costruì degli strumenti per misurare l'area dei terreni di suo padre. Non frequentò le scuole pubbliche secondarie, e all'età di diciotto anni studiò per due anni lingue e matematica in un istituto privato di Ansbach. 
Nel 1797 si trasferì a Berlino e diventò assistente di geometria dell'astronomo Johann Bode. Partecipò a ricerche di geodesia ed astronomia e dal 1804 al 1806 fu a capo di lavori di rilevamento topografico commissionati dal comune di Ansbach. Nel 1808 diresse importanti lavori di rilevamento trigonometrico della Baviera. Per il suo contributo alla realizzazione di mappe dettagliate della Baviera gli fu concesso il titolo di Cavaliere.
Nel 1815 fu nominato astronomo di corte del Regno di Baviera e l'anno successivo direttore dell'osservatorio astronomico di Bogenhausen gestito dall'Università di Monaco. Nel 1828 si ammalò di epatite e fu costretto ad abbandonare il lavoro attivo presso l'osservatorio. Le ricerche furono proseguite dal suo allievo Johann von Lamont sotto la sua supervisione.

## Principali contributi
Johann von Soldner fu tra i primi ad aver avanzato l'ipotesi che la luce, in base alla teoria corpuscolare di Isaac Newton, possa subire una deviazione quando passa in prossimità di un corpo celeste. In un articolo del 1801, pubblicato nel 1804, calcolò il valore della deviazione di un raggio luminoso proveniente da una stella quando passa in prossimità del Sole.
In campo matematico, von Soldner è noto per i suoi studi sul logaritmo integrale e sulla funzione integrale esponenziale. Prende il suo nome la costante di Ramanujan-Soldner, importante nella teoria dei numeri.
Ideò il "Soldner-Koordinatensystem", un sistema di proiezione cartografica rimasta in uso in Germania fino alla fine dell'Ottocento.  
Nel 1809 calcolò la costante di Eulero-Mascheroni con un'approssimazione di 24 decimali.

## Pubblicazioni
- On the Deflection of a Light ray from its Rectilinear Motion ..., Berliner Astronomisches Jahrbuch, 1801-1804
- Théorie et tables d'une nouvelle fonction transcendante, Munich, 1809
- Theorie der Landesvermessung, 1810
- Bestimmung des Azimuths von Altomünster, 1813
- Neue Methode beobachtete Azimuthe zu reduciren, 1814

## Onorificenze
- Membro dell' Accademia bavarese delle scienze (1815)
- Membro della  Royal Astronomical Society (1825)
- Cavaliere dell' Ordine al merito della corona bavarese (1825)
- Cavaliere dell' Ordine della Legion d'onore (Francia) (1829)